# 전은석
전은석(1993년 10월 11일 ~)은 KIA 타이거즈의 전 야구 선수다.

## 출신 학교
- 광주서석초등학교
- 무등중학교
- 광주제일고등학교